# Château d'Aussillon
Le château d'Aussillon est un ancien château-fort situé à Aussillon, dans le Tarn (France). Il en reste aujourd'hui quelques vestiges, dont la cour d'honneur et l'entrée de celle-ci, au centre du vieux-village.

## Historique

### Origine
Le château d'Aussillon est possiblement bâti au XIe siècle, puisque la première mention d'Aussillon (alors nommé Auxillou ou Auxilhou) est faite en 1060. Selon Sylvie Campech, le château précède la ville, qui s'établit autour du lieu fortifié. À cette époque, le seigneur d'Aussillon, dont le nom n'est pas connu, prête allégeance au vicomte de Lautrec, Isarn II.  
Le château est alors une grande maison forte qui permet aux habitants du village, situé au nord de l'édifice fortifié, de se réfugier en lieu sûr en cas d'attaque. Les quelques soldats de la cité tiennent aussi garnison entre ses murs.  

### Du XIIe au XVIIe siècle
En 1167, la seigneurie d'Aussillon est mentionné comme appartenant à la famille d'Hautpoul. Durant les travaux de remaniement de la seconde moitié du XVIe siècle, Georges d'Hautpoul, le seigneur, fait marquer deux linteaux avec le blason de la famille de Mauléon, puisqu'il avait épousé une membre de cette famille.  
En 1572, au cours des guerres de Religion qui agitent la région, les troupes huguenotes menées par le capitaine Nérac (dit "Mazamet") s'emparent des lieux. Pour ce faire, Nérac envoie trois soldats déguisés en paysans qui, une fois entrés, ouvrent une porte de la ville.  

### Au XVIIIe siècle
Une fois les troubles passés, la famille d'Hautpoul conserve l'édifice. Le marquis Joseph-Marie d'Hautpoul est ainsi mentionné seigneur en 1739, puis de nouveau le 10 janvier 1759, lorsque les consuls de la ville lui prêtent serment. Néanmoins, en 1770, la seigneurie et le château d'Aussillon sont saisis à la famille et confiés à Louise de Rotolp, épouse du seigneur de Burlats, Godefroi-Louis de Falguerolles.  

## Architecture
Le château, situé sur une éminence d'altitude 355m, se composait d'une bâtisse en U élevée autour d'une cour centrale, possédant un puits, aujourd'hui comblé. Aujourd'hui encore, la cour subsiste, mais les corps de logis du château ont été remplacés par des maisons d'habitations. Quelques frontons et fenêtres d'origine ont traversé les siècles, ainsi que le portail d'entrée. 
Des souterrains, peut-être autrefois utilisés comme cachots, existent toujours. 